# 胡均鹤
胡均鹤（1907年—1993年9月），男，江苏吴县人，中共早期领导人，曾任共青团中央书记，后投靠日伪政府，抗战后又帮助中共，是潘汉年案的当事人之一（潘漢年的三大罪状之一是任命“汉奸特务” 胡均鹤等人在公安部门担任重要职务）。

## 家庭
其妻為赵尚芸（抗日英雄赵尚志的妹妹）。